# Tamazi Jenik
Tamazi Wachtangowicz Jenik, ros. Тамази Вахтангович Еник (ur. 15 stycznia 1967 w Gruzińska SRR, ZSRR) – rosyjski piłkarz pochodzenia abchaskiego grający na pozycji pomocnika, a wcześniej obrońcy, trener piłkarski.

## Kariera piłkarska

### Kariera klubowa
W 1985 roku rozpoczął karierę piłkarską w Dinamo Suchumi, skąd w 1987 roku przeszedł do uzbeckiego klubu Zarafshon Navoiy. W 1990 powrócił do Dinama Suchumi. Po rozpoczęciu wojny w Abchazji w 1992 roku piłkarzem został Drużby Majkop, w której występował przez 7 lat. W 1999 został zaproszony do Łokomotiwu Niżny Nowogród. Potem bronił barw klubów Torpedo-Wiktorija Niżny Nowogród, FK Majkop i Nart Czerkiesk. W 2002 powrócił do Drużby Majkop. W 2003 zakończył karierę piłkarską w Spartaku Anapa.

## Kariera trenerska
Po zakończeniu kariery piłkarskiej rozpoczął pracę szkoleniową. Od 2005 do 2006 pomagał trenować klub Spartak Anapa. Od 2011 pracował w sztabie szkoleniowym FK Gagra.

## Sukcesy i odznaczenia

### Sukcesy klubowe
- półfinalista Pucharu Rosji: 1993